# Natação nos Jogos Olímpicos de Verão de 2008 - 100 m costas masculino
A competição dos 100m livre masculino  nos Jogos Olímpicos de Verão de 2008 aconteceram nos dias 12 e 14 de Agosto no Centro Aquático Nacional de Pequim.

## Medalhistas
| Ouro   | USA Aaron Peirsol                         |
| Prata  | USA Matt Grevers                          |
| Bronze | RUS Arkady Vyatchanin AUS Hayden Stoeckel |

## Recordes
Antes desta competição, os recordes mundiais e olímpicos da prova eram os seguintes:
| Tipo | Atleta            | Tempo | Local  | Data                 |
| ---- | ----------------- | ----- | ------ | -------------------- |
|      | USA Aaron Peirsol | 52,89 | Omaha  | 1 de julho de 2008   |
|      | USA Aaron Peirsol | 53,45 | Atenas | 21 de agosto de 2004 |

## Eliminatórias
| #  | Eliminatória | Pista | Nome                   | País                | Tempo   | Notas |
| -- | ------------ | ----- | ---------------------- | ------------------- | ------- | ----- |
| 1  | 4            | 4     | Matt Grevers           | USA Estados Unidos  | 53.41   | Q, OR |
| 2  | 4            | 5     | Arkady Vyatchanin      | RUS Rússia          | 53.64   | Q     |
| 3  | 6            | 4     | Aaron Peirsol          | USA Estados Unidos  | 53.65   | Q     |
| 4  | 6            | 7     | Aschwin Wildeboer      | ESP Espanha         | 53.67   | Q     |
| 5  | 3            | 5     | Gerhard Zandberg       | RSA África do Sul   | 53.75   | Q     |
| 6  | 6            | 5     | Liam Tancock           | GBR Grã-Bretanha    | 53.85   | Q     |
| 7  | 5            | 3     | Hayden Stoeckel        | AUS Austrália       | 53.93   | Q     |
| 8  | 3            | 8     | Lubos Krizko           | SVK Eslováquia      | 54.07   | Q     |
| 9  | 5            | 5     | Ashley Delaney         | AUS Austrália       | 54.08   | Q     |
| 10 | 5            | 2     | Junichi Miyashita      | JPN Japão           | 54.12   | Q     |
| 11 | 4            | 2     | Stanislav Donets       | RUS Rússia          | 54.18   | Q     |
| 12 | 4            | 3     | Tomomi Morita          | JPN Japão           | 54.21   | Q     |
| 13 | 6            | 3     | Markus Rogan           | AUT Áustria         | 54.22   | Q     |
| 14 | 6            | 1     | Mirco Di Tora          | ITA Itália          | 54.39   | Q     |
| 15 | 5            | 1     | Guy Barnea             | ISR Israel          | 54.50   | Q     |
| 16 | 5            | 6     | Gregor Tait            | GBR Grã-Bretanha    | 54.62   | Q     |
| 17 | 4            | 6     | Aristeidis Grigoriadis | GRE Grécia          | 54.71   |       |
| 18 | 3            | 4     | Damiano Lestingi       | ITA Itália          | 54.78   |       |
| 19 | 5            | 4     | Helge Meeuw            | GER Alemanha        | 54.88   |       |
| 20 | 6            | 2     | Guilherme Guido        | BRA Brasil          | 54.89   |       |
| 21 | 6            | 8     | Razvan Ionut Florea    | ROU Romênia         | 54.89   |       |
| 22 | 4            | 8     | George Du Rand         | RSA África do Sul   | 54.90   |       |
| 23 | 3            | 7     | Min Sung               | KOR Coreia do Sul   | 54.99   |       |
| 24 | 4            | 1     | Gordan Kožulj          | CRO Croácia         | 55.05   |       |
| 25 | 3            | 3     | Benjamin Stasiulis     | FRA França          | 55.08   |       |
| 26 | 2            | 6     | Omar Pinzón            | COL Colômbia        | 55.11   |       |
| 27 | 3            | 6     | Jonathan Massacand     | SUI Suíça           | 55.21   |       |
| 28 | 4            | 7     | Nick Driebrgen         | NED Países Baixos   | 55.31   |       |
| 29 | 2            | 5     | Pavel Sankovich        | BLR Bielorrússia    | 55.39   |       |
| 30 | 3            | 1     | Derya Buyukuncu        | TUR Turquia         | 55.43   |       |
| 31 | 5            | 8     | Jake Tapp              | CAN Canadá          | 55.54   |       |
| 32 | 3            | 2     | Vytautas Janusaitis    | LTU Lituânia        | 55.65   |       |
| 33 | 6            | 6     | Thomas Rupprath        | GER Alemanha        | 55.77   |       |
| 34 | 5            | 7     | Marko Strahija         | CRO Croácia         | 55.89   |       |
| 35 | 2            | 4     | Orn Arnarson           | ISL Islândia        | 56.15   |       |
| 36 | 2            | 3     | Roland Rudolf          | HUN Hungria         | 56.25   |       |
| 37 | 2            | 2     | Xiaolei Sun            | CHN China           | 56.44   |       |
| 38 | 2            | 8     | Oleksandr Isakov       | UKR Ucrânia         | 56.55   |       |
| 39 | 1            | 4     | Danil Bugakov          | UZB Uzbequistão     | 56.59   |       |
| 40 | 2            | 7     | German Eduardo Otero   | ARG Argentina       | 56.74   |       |
| 41 | 2            | 1     | Tomáš Fučík            | CZE República Checa | 57.29   |       |
| 42 | 1            | 3     | Jared J Heine          | MHL Ilhas Marshall  | 58.86   |       |
| 43 | 1            | 2     | Souhaib Kalala         | SYR Síria           | 1:00.24 |       |
| 44 | 1            | 6     | Rubel Mohammad Rana    | BAN Bangladesh      | 1:04.82 |       |

## Semi-finais
| #  | Semifinal | Pista | Nadador               | Tempo | Notas |
| -- | --------- | ----- | --------------------- | ----- | ----- |
| 1  | 2         | 6     | AUS Hayden Stoeckel   | 52.97 | OR    |
| 2  | 2         | 4     | USA Matt Grevers      | 52.99 |       |
| 3  | 1         | 4     | RUS Arkady Vyatchanin | 53.06 |       |
| 4  | 1         | 5     | ESP Aschwin Wildeboer | 53.51 |       |
| 5  | 2         | 5     | USA Aaron Peirsol     | 53.56 |       |
| 6  | 1         | 3     | GBR Liam Tancock      | 53.61 |       |
| 7  | 1         | 2     | JPN Junichi Miyashita | 53.69 |       |
| 8  | 2         | 2     | AUS Ashley Delaney    | 53.76 |       |
| 9  | 2         | 1     | AUT Markus Rogan      | 53.80 |       |
| 10 | 1         | 7     | JPN Tomomi Morita     | 53.95 |       |
| 11 | 2         | 3     | RSA Gerhard Zandberg  | 53.98 |       |
| 12 | 1         | 8     | GBR Gregor Tait       | 54.37 |       |
| 13 | 1         | 6     | SVK Lubos Krizko      | 54.38 |       |
| 14 | 2         | 7     | RUS Stanislav Donets  | 54.57 |       |
| 15 | 1         | 8     | ITA Mirco Di Tora     | 54.92 |       |
| 16 | 2         | 2     | ISR Guy Barnea        | 54.93 |       |

## Final
| #                 | Pista | Nome                  | Tempo | Notas |
| ----------------- | ----- | --------------------- | ----- | ----- |
| Medalha de ouro   | 2     | USA Aaron Peirsol     | 52.54 | WR    |
| Medalha de prata  | 5     | USA Matt Grevers      | 53.11 |       |
| Medalha de bronze | 3     | RUS Arkady Vyatchanin | 53.18 |       |
| Medalha de bronze | 4     | AUS Hayden Stoeckel   | 53.18 |       |
| 5                 | 8     | AUS Ashley Delaney    | 53.31 |       |
| 6                 | 7     | GBR Liam Tancock      | 53.39 |       |
| 7                 | 6     | ESP Aschwin Wildeboer | 53.51 |       |
| 8                 | 1     | JPN Junichi Miyashita | 53.99 |       |

Legenda
| Recorde mundial      | Recorde mundial (World record)               |                       | Recorde africano                      | Recorde africano (African) |                                           | Q | Classificado por posição (Qualified) |
| Recorde olímpico     | Recorde olímpico (Olympic record)            | Recorde da América    | Recorde da América (Americas)         | q                          | Classificado por melhor tempo (Qualified) |   |                                      |
| Melhor marca do ano  | Melhor marca do ano (World leading)          | Recorde asiático      | Recorde asiático (Asian)              | DNS                        | Não largou (Did not start)                |   |                                      |
| Recorde nacional     | Recorde nacional (National record)           | Recorde europeu       | Recorde europeu (European)            | DNF                        | Não terminou (Did not finish)             |   |                                      |
| Recorde pessoal      | Recorde pessoal do atleta (Personal best)    | Recorde da Oceania    | Recorde da Oceania (Oceania)          | DSQ / DQ                   | Desclassificado (Disqualified)            |   |                                      |
| Recorde da temporada | Recorde da temporada do atleta (Season best) | Recorde sul-americano | Recorde sul-americano (South America) | NM                         | Sem marca (No mark)                       |   |                                      |